# Браво, куколка!
«Браво, куколка!» или «Кукла гангстера» (итал. La Pupa Del Gangster) — художественный фильм 1975 года совместного производства Италии и Франции, снятый режиссёром Джорджо Капитани, комедия-фарс с главными ролями Софи Лорен и Марчелло Мастроянни.
Фильм также известен под названиями «Куколка гангстера», «Девушка гангстера», «Игрушка гангстера» и «Гангстер и кошечка». Премьера фильма состоялась 17 апреля 1975 года в ФРГ. Просматривать этот фильм можно детям от 13 лет, но вместе с родителями.

## Сюжет
Пупа — красивая проститутка, которая вынуждена работать на гангстера Чарли Колетто, перебивающегося рэкетом. Однажды Чарли совершает убийство, само собой Пупа об этом знает. Теперь она хочет сообщить обо всём в полицию и засадить бандита в тюрьму. Но благородные действия Пупы разоблачает компаньон Чарли Шопен.

## В ролях
- Софи Лорен — Пупа
- Марчелло Мастроянни — Чарли Колетто
- Альдо Маччоне — Шопен
- Пьер Брайс — комиссар Сальваторе Ламбелли
- Наццарено Натали — Франки Боттлес
- Марио Марандзана — полицейский инспектор
- Альваро Виталий — водитель такси
- Леопольдо Мастеллони — певец

## Дополнительная информация
- Немецкое название: «Die Puppe des Gangsters».
- Оригинальный язык — итальянский.
- Монтаж: Ренато Чинкуини